# Strictly Hip Hop: The Best of Cypress Hill
Albums de Cypress Hill
Rise Up
(2010) Cypress X Rusko
(2012)
Strictly Hip Hop: The Best of Cypress Hill est une compilation de Cypress Hill, sortie en 2010.

## Liste des titres

### Disque 1
| No  | Titre                                    | Durée |
| --- | ---------------------------------------- | ----- |
| 1.  | How I Could Just Kill a Man              | 4:10  |
| 2.  | I Aint Goin' Out Like That               | 4:28  |
| 3.  | Hand on the Pump                         | 4:04  |
| 4.  | Throw Your Set in the Air (Club Remix)   | 3:13  |
| 5.  | Strictly Hip Hop                         | 4:33  |
| 6.  | Hand on the Glock                        | 3:33  |
| 7.  | Latin Lingo (Prince Paul Mix)            | 4:38  |
| 8.  | Checkmate (Hang Em High Remix)           | 4:01  |
| 9.  | When the Ship Goes Down (Extended)       | 3:13  |
| 10. | Lowrider                                 | 6:42  |
| 11. | What U Want from Me                      | 3:50  |
| 12. | Another Victory                          | 3:12  |
| 13. | Trouble                                  | 5:01  |
| 14. | Stoned Is the Way of the Walk            | 2:47  |
| 15. | Break 'Em Off Some                       | 2:45  |
| 16. | Prelude to a Come Up (featuring MC Eiht) | 3:27  |

### Disque 2
| No  | Titre                                       | Durée |
| --- | ------------------------------------------- | ----- |
| 1.  | Insane in the Brain                         | 3:29  |
| 2.  | Boom Biddy Bye Bye                          | 4:02  |
| 3.  | Dr. Greenthumb (Fun Lovin' Criminals Remix) | 3:53  |
| 4.  | Hits from the Bong (T-Ray's Mix)            | 4:24  |
| 5.  | I Wanna Get High                            | 2:56  |
| 6.  | Illusions                                   | 4:29  |
| 7.  | Latin Lingo                                 | 3:59  |
| 8.  | The Phuncky Feel One                        | 3:30  |
| 9.  | Lick a Shot                                 | 3:24  |
| 10. | Cock the Hammer                             | 4:23  |
| 11. | (Goin' All Out) Nothin' to Lose             | 3:53  |
| 12. | Busted in the Hood                          | 4:04  |
| 13. | Stank Ass Hoe                               | 5:11  |
| 14. | Light Another                               | 3:17  |
| 15. | Roll it up Again                            | 3:15  |
| 16. | Can't Get the Best of Me                    | 4:17  |